# 罗伯特·马尔迪尼
罗伯特·马尔迪尼（英語：Robert Mardini，1972年—）是红十字国际委员会的总干事。

## 早期生活与教育
罗伯特·马尔迪尼在黎巴嫩的黎波里出生长大。他先后在的黎波里的法语学校和瑞士洛桑联邦理工学院接受教育，并于1996年获得土木工程与[[水力学硕士学位。

## 职业生涯
他于1997年加入红十字国际委员会，在卢旺达和伊拉克负责协调供水工程项目，之后他率领供水与居住环境处在40多个国家开展项目，每年能够改善约1400万民众的供水和卫生状况。
他在红十字国际委员会内部担任过多种高级职位，包括副总干事（2010-2012）、近东及中东地区主任（2012-2018）以及常驻联合国观察员兼纽约代表处主任（2018-2020）。
在纽约期间，马尔迪尼指导红十字国际委员会与联合国安理会、联合国大会、联合国会员国和联合国机构进行外交接触，以影响跨政策主题和地域背景的人道问题决策。
他就多个重要议题做过发言或发表文章，例如中东地区的武装冲突和人道危机 国际人道法； 冲突中的性暴力; 人道行动与反恐措施; 以及人道行动的未来。
马尔迪尼于2019年10月被任命为红十字国际委员会总干事，并于2020年3月30日就任。

## 个人生活
马尔迪尼拥有黎巴嫩和瑞士双重国籍，已婚，育有两个女儿。